# Liste der Fußball-CONCACAF-Pokalsieger
Die Liste der Fußball-CONCACAF-Pokalsieger enthält alle Fußballvereine, die bisher mindestens einmal einen der fünf, bisher von der CONCACAF seit 1962 organisierten kontinentalen Pokalwettbewerbe – den CONCACAF Champions Cup (bis 2023 CONCACAF Champions League), den CONCACAF Cup Winners’ Cup (1991 bis 1995), den 2001 einmalig ausgetragenen CONCACAF Giants Cup, die kurzzeitig ausgespielte Super Liga (2007 bis 2010) oder die CONCACAF League (2017 bis 2023) – gewannen. Nicht berücksichtigt werden dagegen der CONCACAF Central American Cup und der CONCACAF Caribbean Cup, da sie regionalen Charakter besitzen und hauptsächlich als Qualifikationswettbewerbe für den Champions Cup dienen. Es werden in der erstgenannten Liste alle Sieger aufgeführt. Eine weitere Liste nennt alle Vereine mit der jeweiligen Gesamtzahl der Siege sowie die Zahl der Siege bei den einzelnen Turnieren und eine dritte Liste gibt die Länderwertung wieder.
Der derzeit erfolgreichste Klub ist Club América aus Mexiko mit insgesamt 8 Siegen bei den CONCACAF-Pokalwettbewerben. Dreimal infolge einen CONCACAF-Pokal zu gewinnen, gelang bisher zwei Klubs CD Cruz Azul (1969–1971) und CF Monterrey (2012–2014) aus Mexiko jeweils im Champions’ Cup bzw. der Champions League.

## Die Wettbewerbe im Überblick
| 1962              | Deportivo Guadalajara                                          | Nicht ausgetragen | Nicht ausgetragen    | Nicht ausgetragen | Nicht ausgetragen      |
| 1963              | RC Haïtien                                                     | Nicht ausgetragen | Nicht ausgetragen    | Nicht ausgetragen | Nicht ausgetragen      |
| Nicht ausgetragen |                                                                | Nicht ausgetragen | Nicht ausgetragen    | Nicht ausgetragen | Nicht ausgetragen      |
| 1967              | Alianza FC                                                     | Nicht ausgetragen | Nicht ausgetragen    | Nicht ausgetragen | Nicht ausgetragen      |
| 1968              | Deportivo Toluca                                               | Nicht ausgetragen | Nicht ausgetragen    | Nicht ausgetragen | Nicht ausgetragen      |
| 1969              | CD Cruz Azul                                                   | Nicht ausgetragen | Nicht ausgetragen    | Nicht ausgetragen | Nicht ausgetragen      |
| 1970              | CD Cruz Azul                                                   | Nicht ausgetragen | Nicht ausgetragen    | Nicht ausgetragen | Nicht ausgetragen      |
| 1971              | CD Cruz Azul                                                   | Nicht ausgetragen | Nicht ausgetragen    | Nicht ausgetragen | Nicht ausgetragen      |
| 1972              | CD Olimpia                                                     | Nicht ausgetragen | Nicht ausgetragen    | Nicht ausgetragen | Nicht ausgetragen      |
| 1973              | SV Transvaal                                                   | Nicht ausgetragen | Nicht ausgetragen    | Nicht ausgetragen | Nicht ausgetragen      |
| 1974              | CSD Municipal                                                  | Nicht ausgetragen | Nicht ausgetragen    | Nicht ausgetragen | Nicht ausgetragen      |
| 1975              | Club Necaxa                                                    | Nicht ausgetragen | Nicht ausgetragen    | Nicht ausgetragen | Nicht ausgetragen      |
| 1976              | Club Deportivo Águila                                          | Nicht ausgetragen | Nicht ausgetragen    | Nicht ausgetragen | Nicht ausgetragen      |
| 1977              | Club América                                                   | Nicht ausgetragen | Nicht ausgetragen    | Nicht ausgetragen | Nicht ausgetragen      |
| 1978              | Universidad de Guadalajara CSD Comunicaciones Defence Force FC | Nicht ausgetragen | Nicht ausgetragen    | Nicht ausgetragen | Nicht ausgetragen      |
| 1979              | Club Deportivo FAS                                             | Nicht ausgetragen | Nicht ausgetragen    | Nicht ausgetragen | Nicht ausgetragen      |
| 1980              | UNAM Pumas                                                     | Nicht ausgetragen | Nicht ausgetragen    | Nicht ausgetragen | Nicht ausgetragen      |
| 1981              | SV Transvaal                                                   | Nicht ausgetragen | Nicht ausgetragen    | Nicht ausgetragen | Nicht ausgetragen      |
| 1982              | UNAM Pumas                                                     | Nicht ausgetragen | Nicht ausgetragen    | Nicht ausgetragen | Nicht ausgetragen      |
| 1983              | CF Atlante                                                     | Nicht ausgetragen | Nicht ausgetragen    | Nicht ausgetragen | Nicht ausgetragen      |
| 1984              | Violette AC                                                    | Nicht ausgetragen | Nicht ausgetragen    | Nicht ausgetragen | Nicht ausgetragen      |
| 1985              | Defence Force FC                                               | Nicht ausgetragen | Nicht ausgetragen    | Nicht ausgetragen | Nicht ausgetragen      |
| 1986              | LD Alajuelense                                                 | Nicht ausgetragen | Nicht ausgetragen    | Nicht ausgetragen | Nicht ausgetragen      |
| 1987              | Club América                                                   | Nicht ausgetragen | Nicht ausgetragen    | Nicht ausgetragen | Nicht ausgetragen      |
| 1988              | CD Olimpia                                                     | Nicht ausgetragen | Nicht ausgetragen    | Nicht ausgetragen | Nicht ausgetragen      |
| 1989              | UNAM Pumas                                                     | Nicht ausgetragen | Nicht ausgetragen    | Nicht ausgetragen | Nicht ausgetragen      |
| 1990              | Club América                                                   | Nicht ausgetragen | Nicht ausgetragen    | Nicht ausgetragen | Nicht ausgetragen      |
| 1991              | Club Puebla                                                    | 1991              | Atlético Marte       | Nicht ausgetragen | Nicht ausgetragen      |
| 1992              | Club América                                                   | Nicht ausgetragen | Nicht ausgetragen    | Nicht ausgetragen | Nicht ausgetragen      |
| 1993              | CD Saprissa                                                    | 1993              | CF Monterrey         | Nicht ausgetragen | Nicht ausgetragen      |
| 1994              | CS Cartaginés                                                  | 1994              | Club Necaxa          | Nicht ausgetragen | Nicht ausgetragen      |
| 1995              | CD Saprissa                                                    | 1995              | CD Estudiantes Tecos | Nicht ausgetragen | Nicht ausgetragen      |
| 1996              | CD Cruz Azul                                                   | abgebrochen       | abgebrochen          | Nicht ausgetragen | Nicht ausgetragen      |
| 1997              | CD Cruz Azul                                                   | abgebrochen       | abgebrochen          | Nicht ausgetragen | Nicht ausgetragen      |
| 1998              | D.C. United                                                    | abgebrochen       | abgebrochen          | Nicht ausgetragen | Nicht ausgetragen      |
| 1999              | Club Necaxa                                                    | Eingestellt       | Eingestellt          | Nicht ausgetragen | Nicht ausgetragen      |
| 2000              | LA Galaxy                                                      | Eingestellt       | Eingestellt          | Nicht ausgetragen | Nicht ausgetragen      |
| 2001              | Club América                                                   | Eingestellt       | Eingestellt          | Nicht ausgetragen | Nicht ausgetragen      |
| 2002              | CF Pachuca                                                     | Eingestellt       | Eingestellt          | Nicht ausgetragen | Nicht ausgetragen      |
| 2003              | Deportivo Toluca                                               | Eingestellt       | Eingestellt          | Nicht ausgetragen | Nicht ausgetragen      |
| 2004              | LD Alajuelense                                                 | Eingestellt       | Eingestellt          | Nicht ausgetragen | Nicht ausgetragen      |
| 2005              | CD Saprissa                                                    | Eingestellt       | Eingestellt          | Nicht ausgetragen | Nicht ausgetragen      |
| 2006              | Club América                                                   | Eingestellt       | Eingestellt          | Nicht ausgetragen | Nicht ausgetragen      |
| 2007              | CF Pachuca                                                     | Eingestellt       | Eingestellt          | 2007              | CF Pachuca             |
| 2008              | CF Pachuca                                                     | Eingestellt       | Eingestellt          | 2008              | New England Revolution |
| 2008/09           | CF Atlante                                                     | Eingestellt       | Eingestellt          | 2009              | UANL Tigres            |
| 2009/10           | CF Pachuca                                                     | Eingestellt       | Eingestellt          | 2010              | Monarcas Morelia       |
| 2010/11           | CF Monterrey                                                   | Eingestellt       | Eingestellt          | Eingestellt       | Eingestellt            |
| 2011/12           | CF Monterrey                                                   | Eingestellt       | Eingestellt          | Eingestellt       | Eingestellt            |
| 2012/13           | CF Monterrey                                                   | Eingestellt       | Eingestellt          | Eingestellt       | Eingestellt            |
| 2013/14           | CD Cruz Azul                                                   | Eingestellt       | Eingestellt          | Eingestellt       | Eingestellt            |
| 2014/15           | Club América                                                   | Eingestellt       | Eingestellt          | Eingestellt       | Eingestellt            |
| 2015/16           | Club América                                                   | Eingestellt       | Eingestellt          | Eingestellt       | Eingestellt            |
| 2016/17           | CF Pachuca                                                     | Eingestellt       | Eingestellt          | 2017              | CD Olimpia             |
| 2018              | Deportivo Guadalajara                                          | Eingestellt       | Eingestellt          | 2018              | CS Herediano           |
| 2019              | CF Monterrey                                                   | Eingestellt       | Eingestellt          | 2019              | CD Saprissa            |
| 2020              | UANL Tigres                                                    | Eingestellt       | Eingestellt          | 2020              | LD Alajuelense         |
| 2021              | CF Monterrey                                                   | Eingestellt       | Eingestellt          | 2021              | CSD Comunicaciones     |
| 2022              | Seattle Sounders                                               | Eingestellt       | Eingestellt          | 2022              | CD Olimpia             |
| 2023              | Club León                                                      | Eingestellt       | Eingestellt          | Eingestellt       | Eingestellt            |
| 2024              | CF Pachuca                                                     | Eingestellt       | Eingestellt          | Eingestellt       | Eingestellt            |
| 2025              | CD Cruz Azul                                                   | Eingestellt       | Eingestellt          | Eingestellt       | Eingestellt            |
| 2026              |                                                                | Eingestellt       | Eingestellt          | Eingestellt       | Eingestellt            |

## Klubrangliste nach Titeln
Bisher gewannen 34 Klubs aus Nord-, Mittelamerika und der Karibik mindestens einmal einen der fünf CONCACAF-Pokale.
| 8 | 1977, 1987, 1990, 1992, 2001, 2006, 2015, 2016 |

| 0 | – |

| 0 | – |

| 0 | – |

| 7 | 1969, 1970, 1971, 1996, 1997, 2014, 2025 |

| 0 | – |

| 0 | – |

| 0 | – |

| 6 | 2002, 2007, 2008, 2010, 2017, 2024 |

| 0 | – |

| 1 | 2007 |

| 0 | – |

| 5 | 2011, 2012, 2013, 2019, 2021 |

| 1 | 1993 |

| 0 | – |

| 0 | – |

| 3 | 1993, 1995, 2005 |

| 0 | – |

| 1 | 2019 |

| 0 | – |

| 2 | 1972, 1988 |

| 0 | – |

| 2 | 2017, 2022 |

| 0 | – |

| 3 | 1980, 1982, 1989 |

| 0 | – |

| 0 | – |

| 0 | – |

| 2 | 1975, 1999 |

| 1 | 1994 |

| 0 | – |

| 0 | – |

| 2 | 1986, 2004 |

| 0 | – |

| 1 | 2020 |

| 0 | – |

| 2 | 1962, 2018 |

| 0 | – |

| 0 | – |

| 0 | – |

| 2 | 1968, 2003 |

| 0 | – |

| 0 | – |

| 0 | – |

| 2 | 1973, 1981 |

| 0 | – |

| 0 | – |

| 0 | – |

| 2 | 1978, 1985 |

| 0 | – |

| 0 | – |

| 0 | – |

| 2 | 1983, 2009 |

| 0 | – |

| 0 | – |

| 0 | – |

| 1 | 2020 |

| 0 | – |

| 1 | 2009 |

| 0 | – |

| 1 | 1978 |

| 0 | – |

| 1 | 2021 |

| 0 | – |

| 1 | 1963 |

| 0 | – |

| 0 | – |

| 0 | – |

| 1 | 1967 |

| 0 | – |

| 0 | – |

| 0 | – |

| 1 | 1974 |

| 0 | – |

| 0 | – |

| 0 | – |

| 1 | 1976 |

| 0 | – |

| 0 | – |

| 0 | – |

| 1 | 1978 |

| 0 | – |

| 0 | – |

| 0 | – |

| 1 | 1979 |

| 0 | – |

| 0 | – |

| 0 | – |

| 1 | 1984 |

| 0 | – |

| 0 | – |

| 0 | – |

| 1 | 1991 |

| 0 | – |

| 0 | – |

| 0 | – |

| 1 | 1994 |

| 0 | – |

| 0 | – |

| 0 | – |

| 1 | 1998 |

| 0 | – |

| 0 | – |

| 0 | – |

| 1 | 2000 |

| 0 | – |

| 0 | – |

| 0 | – |

| 1 | 2022 |

| 0 | – |

| 0 | – |

| 0 | – |

| 1 | 2023 |

| 0 | – |

| 0 | – |

| 0 | – |

| 0 | – |

| 1 | 1991 |

| 0 | – |

| 0 | – |

| 0 | – |

| 1 | 1995 |

| 0 | – |

| 0 | – |

| 0 | – |

| 0 | – |

| 1 | 2008 |

| 0 | – |

| 0 | – |

| 0 | – |

| 1 | 2010 |

| 0 | – |

| 0 | – |

| 0 | – |

| 1 | 2018 |

| 0 | – |

## Länderrangliste nach Titeln
Bisher gewannen Klubs aus 9 Ländern der CONCACAF-Zone mindestens einmal einen CONCACAF-Pokal.
| Titel | Fußballverband      | CONCACAF Champions’ Cup (bis 2008) / CONCACAF Giants Cup (2001) / CONCACAF Champions League (bis 2023) / CONCACAF Champions Cup | CONCACAF-Pokal der Pokalsieger | Super Liga (2007 bis 2010) / CONCACAF League | Klubs |
| ----- | ------------------- | --- | ------------------------------ | -------------------------------------------- | ----- |
| 47    | Mexiko              | 41 | 3                              | 3                                            | 15    |
| 9     | Costa Rica          | 6 |                                | 3                                            | 4     |
| 4     | El Salvador         | 3 | 1                              |                                              | 4     |
| 4     | USA                 | 3 |                                | 1                                            | 4     |
| 4     | Honduras            | 2 |                                | 2                                            | 1     |
| 3     | Guatemala           | 2 |                                | 1                                            | 2     |
| 2     | Haiti               | 2 |                                |                                              | 2     |
| 2     | Suriname            | 2 |                                |                                              | 1     |
| 2     | Trinidad und Tobago | 2 |                                |                                              | 1     |